# Sommarguadalupestormsvala
Sommarguadalupestormsvala (Hydrobates socorroensis) är en fågel i familjen stormsvalor inom ordningen stormfåglar. Den häckar på några skär utanför Mexikos västra kust och rör sig vintertid norrut till utanför Kalifornien och söderut till 10° N. Fram tills nyligen behandlades den som underart till klykstjärtad stormsvala, men urskiljs numera allmänt som egen art. Beståndet anses vara starkt utrotningshotat på grund av sin storlek och det mycket begränsade utbredningsområdet.

## Utseende och läte
Sommarguadalupestormsvala är en medelstor (16,5–18,3 cm) svartaktig stormsvala med kluven stjärt. Övergumpen är antingen vit eller mörk. På ovansidan av vingen syns stora och ofta kontrasterande ljusa vingpaneler. I lugnt väder är flykten rätt snabb och stark med djupa klippande vingslag och en stadigare och mer direkt flykt än hos klykstjärtad stormsvala.
Jämfört med denna är sommarguadalupestormsvala mindre och mer kortstjärtad, med grundare klyvning av stjärten. Fjäderdräkten är mörkare, mer svart- än brunaktig, och den vita övergumpen är mer utbredd. Hos de fåglar som har mörk övergump är vingpanelerna inte lika ljusa som hos likaledes mörkgumpade populationen chapmani av klykstjärtad stormsvala. Även vinterguadalupestormsvalan är större och mer långstjärtad, men denna är generellt något ljusare. Övergumpen är inte lika lysande, vanligen med ett mörkt band i mitten eller mörka teckningar.
Liksom andra stormsvalor hörs läten enbart på häckplats. Sommarguadalupestormsvalan är något raspiga eller gnissliga (klykstjärtade stormsvala är mer fnittrig) och består av 11–20 toner. I bohålorna görs serier med spinnande ljud, cirka 26–27 per sekund. Dessa är snabbare än hos klykstjärtad stormsvala och punkteras var femte sekund av en knappt hörbar men abrupt inandning.

## Utbredning och systematik
Fågeln häckar sommartid på två skär utanför Guadalupeön utanför västra Mexiko, möjligen även på huvudön. Utanför häckningstid förekommer den i östra Stilla havet norrut till södra Kalifornien och söderut till cirka 10º N.

### Artstatus
Tidigare betraktades sommarguadalupestormsvala som underart till klykstjärtad stormsvala. 

## Släktestillhörighet
Tidigare placerades arten i släktet Oceanodroma. DNA-studier visar dock att stormsvalan (Hydrobates pelagicus) är inbäddad i det släktet. Numera inkluderas därför arterna i Oceanodroma i Hydrobates, som har prioritet.

## Levnadssätt
Sommarguadalupestormsvala är en pelagisk fågel som sällan kommer nära land utom vid häckningskolonierna. Där häckar den på höglänt mark eller i sluttningar, vanligen bland stenar men även i hålor utgrävda i jord. Födan är okänd, liksom födosökningsbeteendet.

### Häckning
Sommarguadalupestormsvala häckar på sommaren, från månadsskiftet maj–juni till oktober–november. Den besöker kolonierna nattetid. I bohålet eller klippskrevan lägger den ett enda vitt ägg.

## Status
Internationella naturvårdsunionen IUCN kategoriserar arten som starkt hotad. Utbredningsområdet är mycket litet. Skulle en del av beståndet dessutom häcka på huvudön tros den hotas av invasiva djurarter, som kraftigt påverkat beståndet för andra arter på ön.

## Namn
Fågeln kallades tidigare townsendstormsvala, efter det engelska namnet Townsend's Storm Petrel som hedrar den amerikanske naturforskaren Charles Haskins Townsend (1859-1944). 2024 tilldelades den dock ett mer informativt namn av Birdlife Sveriges taxonomikommitté.